# Voûte d'échos faibles
La voûte d'échos faibles est un terme utilisé dans l'analyse des données d'un radar météorologique pour désigner une zone de très faibles échos mais entourée et surplombée d'échos forts dans un orage, en particulier dans un orage supercellulaire. Cette voûte est le résultat du fort courant ascendant dans l'orage qui permet à l'humidité des parcelles d'air en convection de ne se condenser qu'à très haut niveau. La voûte d'échos faibles se produit seulement quand le courant ascendant est très fort. Il est le plus souvent associé avec des orages violents pouvant contenir des tornades. Lorsque le courant ascendant n'est pas assez fort, il peut former une zone d'échos forts en altitude mais sans voûte que l'on nomme surplomb (Weak Echo Region en anglais ou WER). Le surplomb et la voûte d'échos faibles ne sont pas visibles à l'œil nu par un observateur.
On utilise la reconnaissance de cette signature radar depuis 1973 aux États-Unis, où on le nomme Bounded Weak Echo Region ou BWER, et par la suite dans le reste du monde. On a remarqué que la densité de coups de foudre à l'intérieur d'un orage donne une structure similaire appelé le trou de foudre à l'endroit de la voûte.
Finalement, une voûte dans les échos radar peut être détectée aux niveaux moyens au centre d'un cyclone tropical en intensification mais le processus de formation est relié à la formation de l'œil du cyclone et ne doit pas être confondu avec la voûte d'échos faibles.

## Description

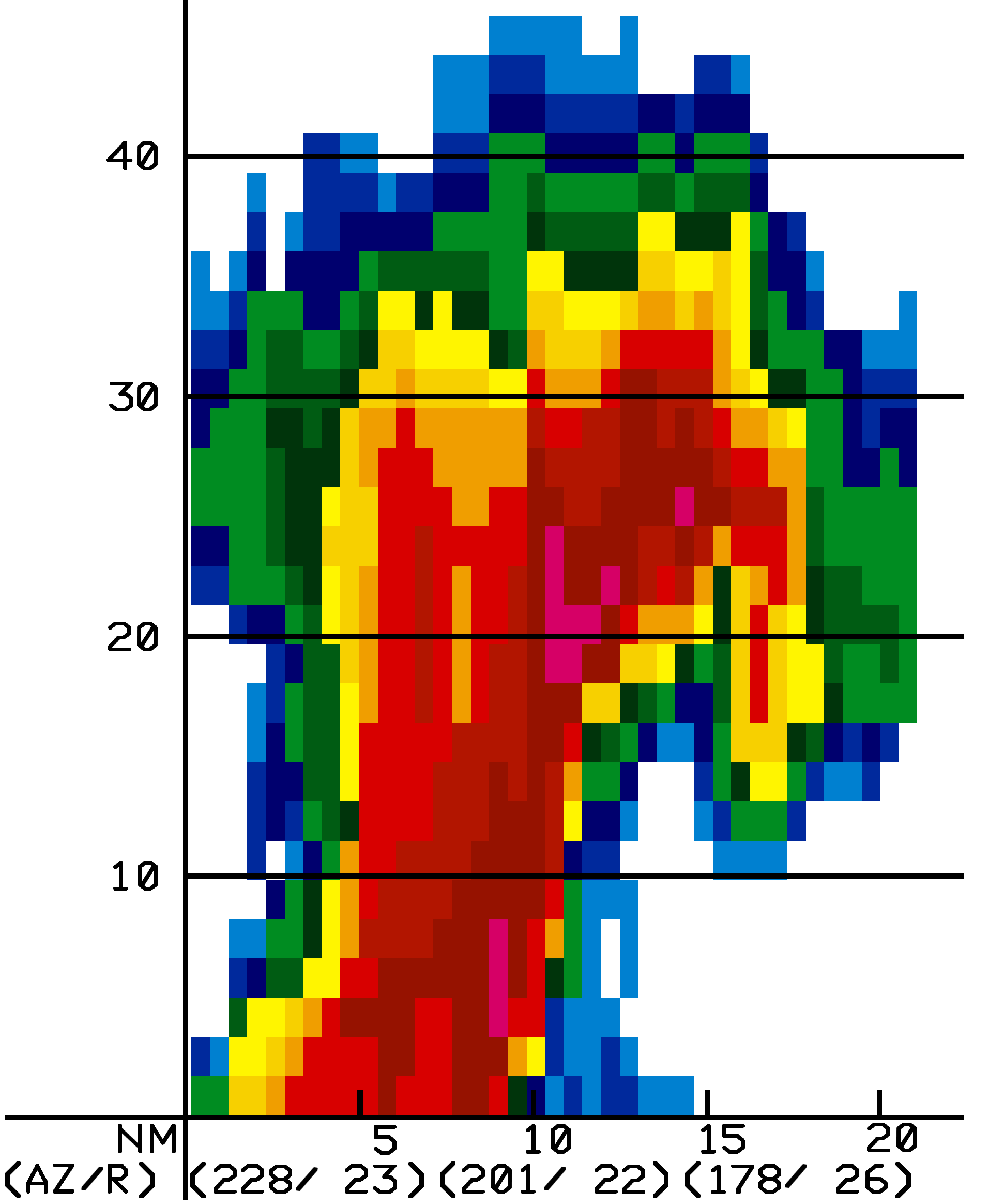
Coupe verticale d'un orage supercellulaire, vu par radar, qui montre la structure en voûte

Les « surplombs » et les « voûtes d'échos faibles » ont été découverts par les météorologues qui étudiaient la structure les orages avec le radar pour découvrir les caractéristiques de ceux donnant du temps violent (grêle, pluies torrentielles, rafales descendantes et tornades).
L'image de droite montre une coupe verticale dans un orage supercellulaire. On y remarque d'abord à gauche de forts échos (rouge) qui vont du sol jusqu'en altitude mais qui ne s'étendent à droite qu'en altitude, formant une zone d'échos surplombant le vide : le surplomb. Dans ce dernier endroit, on remarque que la base des échos plus forts forme un arc. Des coupes verticales dans le même axe mais sur des plans parallèles révéleraient que cette zone forme une coupole et c'est ce qu'on nomme la voûte d'échos faibles. On retrouve en général, la structure en surplomb ou en voûte entre 3 et 10 km d'altitude mais elle ne mesure que quelques kilomètres de diamètre.

## Principe de formation
Lorsque de l'air plus chaud et humide que l'environnement est déplacé vers le haut depuis la surface, il subit une poussée d'Archimède qui fait continuer l'ascension tant que sa température est supérieure à celle de l'environnement. Ce faisant, la parcelle se refroidit selon la loi des gaz parfait et son humidité relative augmente. Lorsque la température est suffisamment basse pour la saturation, il y a formation de nuage puis de précipitations.
Ce mouvement est appelé le courant ascendant et il peut être de plusieurs dizaines mètres par seconde dans un nuage d'orage, un cumulonimbus. Si les vents dans toute l'épaisseur du nuage changent peu de direction et de vitesse, le cœur de précipitation retombera dans le même axe que le courant ascendant et le coupera. Par contre, si les vents changent de direction et de vitesse, les précipitations retomberont à un endroit décalé par rapport au courant ascendant. On aura alors une zone de forts échos radar en altitude, près de l'axe du courant ascendant, et une autre s'étendant jusqu'au sol dans la zone de chute des précipitations. C'est ce qui forme le « surplomb » dans une coupe verticale d'un orage ayant un mouvement vertical de modéré à fort.
La pente entre la zone en surplomb et les fortes précipitations, juste à côté, donnent une idée de l'intensité du courant ascendant. En effet, plus la pente est verticale plus le courant ascendant est fort et ce n'est qu'en haute altitude que les précipitations sont transportées par le vent latéral. Si le courant ascendant est extrêmement fort, la variation de la température et l'humidité relative de la parcelle en ascension sera différente au centre par rapport à sa bordure car les échanges avec l'environnement y sont moindres. Le courant ascendant sera ainsi plus fort au centre et la condensation s'y produira plus haut en altitude que sur les côtés. Si la différence est importante, le surplomb donnera une structure en voûte : la « voûte d'échos faibles ».

## Détection
Comme mentionné antérieurement, la détection des surplombs et des voûtes d'échos faibles se fait à partir de coupes verticales dans les données à trois dimensions du sondage d'un radar météorologique. Pour cela, il faut que ces données soient de haute résolution dans la verticale et l'horizontale. Les premiers radars de ce type ne sondaient que sur quelques angles d'élévation et ils étaient de faible résolution horizontale, laissant de grands vides de couverture. Quand on pense que les surplombs ne s'étendent que sur une dizaine de kilomètres en général, et les voûtes sur beaucoup moins, il est facile de voir que ces signatures ne pouvaient être détectées. L'augmentation du nombre d'angles sondés et de la résolution horizontale durant les années 1960 et 1970 a permis de les repérer lors de l'étude des orages violents. Naturellement, comme la résolution du faisceau radar diminue avec la distance par son étalement, la probabilité de détection diminue de la même façon.
Originellement, le travail de repérage de ces signatures était fait manuellement en coupant à travers les échos orageux. Des algorithmes ont été développés par différents groupes pour leur repérage automatique grâce à l'analyse informatique des données. On peut mentionner entre autres durant les années 1980 et 1990 l'Observatoire radar J.S. Marshall de l'université McGill au Canada,,, et le groupe NEXRAD aux États-Unis. Au début des années 2000, des réseaux de détection de la foudre à trois dimensions a permis de trouver des trous de foudre dans les orages importants qui correspondent à l'emplacement des voûtes d'échos faibles. Un réseau de détection de ce type permettrait donc de perfectionner les algorithmes de détection

## Relation avec les orages violents

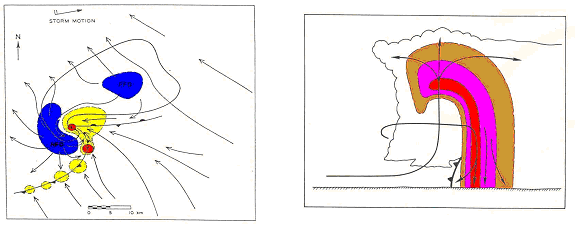
Vue en coupe horizontale (gauche) et verticale (droite) d'un supercelluaire avec les mouvements de l'air indiqués par les flèches

Un chercheur américain du nom de Lemon a publié en 1977 une technique (technique de Lemon) pour identifier les caractéristiques d'un orage violent et la présence de voûte d'échos faibles est l'un des paramètres les plus importants,. En effet, les orages violents sont en général ceux qui ont le courant ascendant le plus fort. La détection de zone en surplomb et en voûte sur les échos radar permet donc de différencier ceux qui ont un plus grand potentiel de violence. On peut retrouver des surplombs avec les orages multicellulaires et les lignes de grain, mais c'est avec les supercellulaires qu'ils sont le plus associés avec des phénomènes violents.
La présence d'un fort courant ascendant dans un supercellulaire permet d'amener plus d'humidité à haute altitude où elle condensera en une plus grande quantité de pluie. Il permet également de supporter des grêlons plus massifs qui une fois déplacés hors de l'axe du courant, retomberont tout en ayant plus de chance d'atteindre le sol avant de fondre. En plus, si le courant ascendant est en rotation, le courant descendant peut accentuer cette rotation en la concentrant le long d'un front de rafale de surface et donner une tornade. Donc le développement d'une voûte d'échos faibles est un important indice dans l'analyse du météorologue.

## Dangers pour le vol à voile
Une voûte d'échos faibles est associée à un courant ascendant large et puissant. De plus, cette voûte est presque exclusivement associée à un orage supercellulaire qui est extrêmement dangereux. Un planeur ou un parapentiste qui volerait dans cette zone sera en présence d'un faux « cumulus » ayant une base très sombre concave qui est en fait un cumulonimbus. En effet, lorsqu'à proximité de la base du cumulonimbus, le pilote n'a aucun moyen de distinguer un cumulus d'un cumulonimbus.
Un pilote de planeur peut à la limite s'échapper de la zone sous la voûte d'échos faibles s'il a une vitesse horizontale importante mais il court le risque de rencontrer de la grosse grêle, une tornade ou la rafale descendante du nuage;. En s'aventurant dans la zone concave de la base, le parapentiste prend un risque mortel car il ne dispose généralement pas d'une vitesse horizontale suffisante. S'il vole horizontalement, il va se retrouver dans la masse de nuages. Un vol dans les nuages sans instrumentation adéquate va entraîner une perte de repères visuels au risque de briser l'aéronef. De plus, le pilote peut être aspiré jusqu'au sommet du cumulonimbus et donc être gelé, foudroyé et en état d'hypoxie. C'est ce qui est arrivé à la parapentiste Ewa Wiśnierska.